# 교황의 레갈리아와 휘장
교황의 왕보와 휘장은 기독교의 상징물 중 하나이다. 로마 가톨릭교회의 지도자임과 동시에 바티칸 시국의 국가원수라는 교황의 지위를 나타내는 고유의 옷차림새와 장식물들의 정식 품목이다.

## 왕보
교황직의 표상 가운데 가장 유명한 것은 ‘삼중관’ 내지는 ‘삼층관’이라고도 불리는 교황관이다. 1963년 6월 30일에 열린 교황 바오로 6세의 대관식에서 사용한 것을 마지막으로 더는 사용하지 않고 있다. 지난 몇 세기 동안, 교황들은 성 베드로 대성전으로 들어가거나 나갈 때 행렬을 지어 나아가는 동안 교황관을 머리에 써야 했다. 그러나 전례가 거행될 때는 주교관으로 바꿔 썼다. 교황 베네딕토 16세는 자신의 고유 문장에서 교황관을 주교관으로 교체했지만, 성좌 또는 바티칸 시국의 문장까지 바꾸지는 않았다.
교황직의 표상 가운데 또 다른 유명한 것으로는 어부의 반지가 있다. 배에서 그물을 던지는 성 베드로와 그 주위에 교황의 이름을 라틴어로 주조한 이 금반지를 교황이 손가락에 끼게 된 것은 초대 교황이었던 성 베드로 어부 출신이었던 것에서 비롯되었다. 교황은 평소 자신에 관한 문건들을 봉인할 때는 이 어부의 반지를, 공문서를 봉인할 때는 어부의 반지와 함께 파기된 납인을 사용한다. 또 교황을 알현하는 이들은 그에게 경의를 표하기 위해 무릎을 꿇고 이 반지에 입을 맞춘다. 교황이 선종하면 전통적으로 은망치를 사용해 반지를 부수는데, 이는 전 세계 교회에 대한 그의 권위가 끝났음을 상징한다. 반지 파기는 또 공문서 위조를 막기 위한 것이기도 하다.
교황이 예식 때 사용하는 지팡이는 목자가 양을 칠 때 사용하던 지팡이에서 유래하며 목자의 직무와 권위를 상징한다. 일반 주교나 대주교는 윗부분이 원형으로 구부러진 지팡이를 사용하는 데 비해 교황은 십자가 모양을 머리로 한 지팡이를 쓴다. 사도 베드로의 후계자이며 그리스도의 지상 대리자라는 뜻에서다. 한편, 성년 문 개폐식 등 특별한 행사 때에는 삼단 십자가로 된 지팡이를 사용한다.

## 가대복

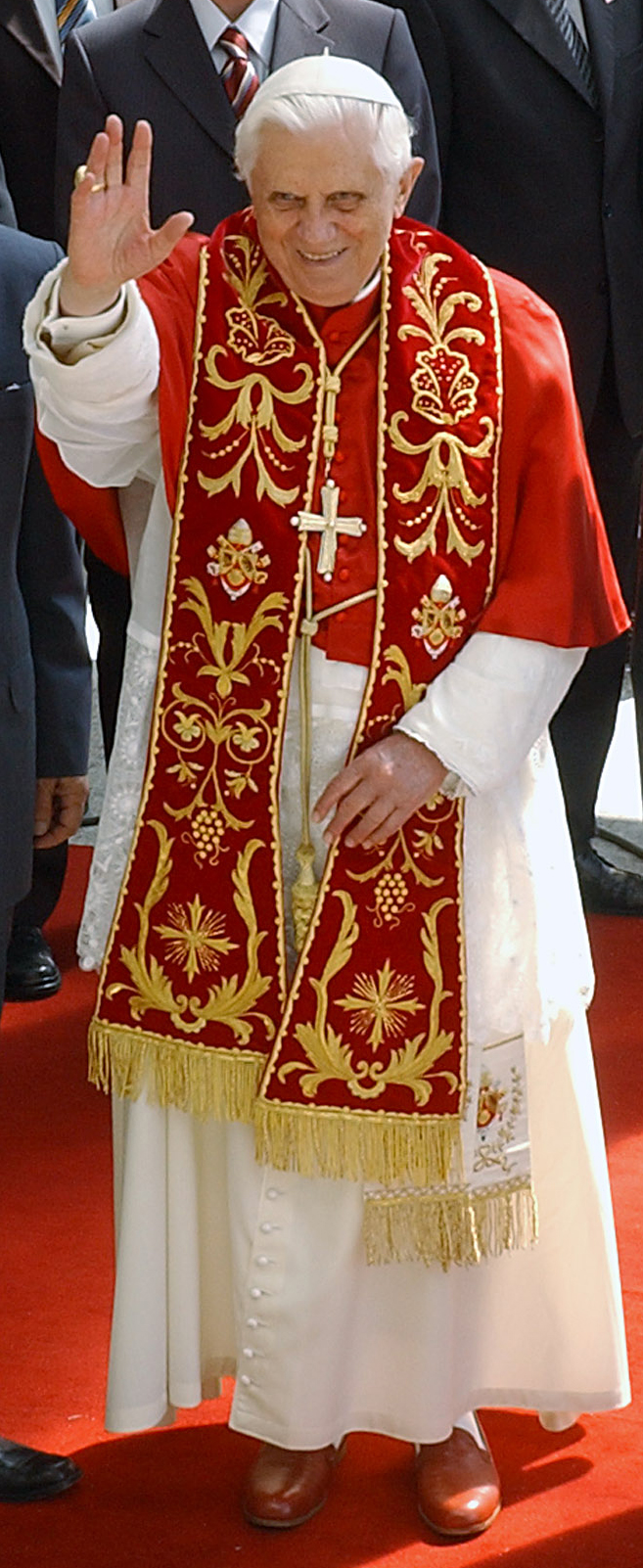
가대복을 입은 교황 베네딕토 16세(붉은색 구두, 흰색 수단, 가두리 장식이 달린 파시아, 소백의, 붉은색 모제타, 붉은색 영대, 금빛 가슴 십자가 목걸이, 흰색 주케토).

종교적인 의식을 집전하지 않는 날에는 특유의 가대복을 입는다. 가대복은 (교황이 집전하지 않는) 종교의식 또는 접견과 같은 공식 행사에 참석할 때 입는다. 이보다 덜 공식적인 때에는 평상복을 입는다.
가장 눈에 띄는 특징은 흰색 수단과 주케토이다. 오직 교황에게만 물결무늬가 있는 비단으로 만든 수단을 입는 것이 허용된다. 본래 수단에는 길게 끌리는 옷자락이 있었지만, 교황 비오 12세가 이러한 관습을 폐지했다. 비오 12세는 편리함을 위하여 옷자락은 접어 올려서 수단의 뒤편에 단단히 동여매도록 하였다. 교황 바오로 6세 시대부터 단순히 가두리 장식이 달린 허리띠로 대체하기 전까지 오랫동안 교황들은 술을 단 파시아(흰색 장식띠처럼 허리둘레에 혁대를 차며, 그 끝은 무릎 아래까지 내려오며, 교황의 문장이 수놓아져 있음)를 착용하였다. 과거에는 술을 단 파시아(금색 술이 끝에 달린 띠)는 가대복과 함께 착용하였으며, 가두리 장식이 달린 파시아(단순한 금색 술이 끝에 달린)는 일상복과 함께 착용하였다.
교황의 수단 위에는 레이스 달린 소백의를 착용한다. 소백의 위에는 칼라 부분에 어깨 망토가 달렸고 앞부분에는 아래 끝까지 단추가 달린 붉은색 교황용 모제타를 착용한다. 교황용 모제타의 색상은 원래 진홍색이었지만 나중에 붉은색으로 바뀌었다(흰색은 나폴레옹 전쟁 이후부터 교황직과 연관되었음). 교황의 모제타 뒤에는 작은 두건이 달렸는데, 이 두건은 제2차 바티칸 공의회 이후 사라졌다가 최근에 다시 등장하였다. 겨울철에 입는 교황의 모제타는 흰 담비털로 가장자리를 장식한 붉은색 벨벳 재질이며(이 옷 또한 제2차 바티칸 공의회 이후 이용하지 않았지만, 근래에 교황 베네딕토 16세가 하얀 모피로 가장자리를 장식한 겨울용 모제타를 입으면서 다시 이용되기 시작하였음), 여름에는 붉은색 새틴 재질의 교황용 모제타를 입는다. 교황은 모제타 위 가슴 부위에 금색 줄이 달린 가슴 십자가를 걸친다. 교황은 또한 공식 행사가 아니더라도, 선택에 따라 모제타 위에 금실로 수놓은 붉은색 영대를 착용할 수 있다.
전통적으로 부활 시기 동안 교황은 흰 담비 털로 가장자리를 장식한 흰색 다마스크 비단으로 만든 흰색 모제타를 입는다. 흰색 모제타는 교황 요한 바오로 2세의 치세 동안 이용되지 않았다가, 2008년 교황 베네딕토 16세에 의해 다시 도입되었다.
13세기부터 많은 교황의 초상화에서는 귀까지 덮은 흰 담비털로 장식된 붉은색 벨벳 모자인 카마우로를 쓴 모습을 볼 수 있다. 카마우로는 교황 요한 23세의 선종과 함께 사라진 패션이었지만, 최근에 교황 베네딕토 16세에 의해 다시 부활하였다.
전통적으로 교황은 특별히 실내에 있을 때는 붉은색의 새틴 또는 벨벳으로 만든 구두를 신고, 야외에 나갈 때는 붉은색 가죽 구두를 신는다. 교황의 구두는 전통적으로 붉은색이지만, 교황 요한 바오로 2세 시대에는 때때로 검은색 또는 갈색 가죽 구두를 이용하기도 하였다. 교황 베네딕토 16세는 전통적인 붉은색 교황용 구두를 다시 신었지만, 교황 프란치스코는 간단하게 검은색 구두만 신고 있다.

## 평상복

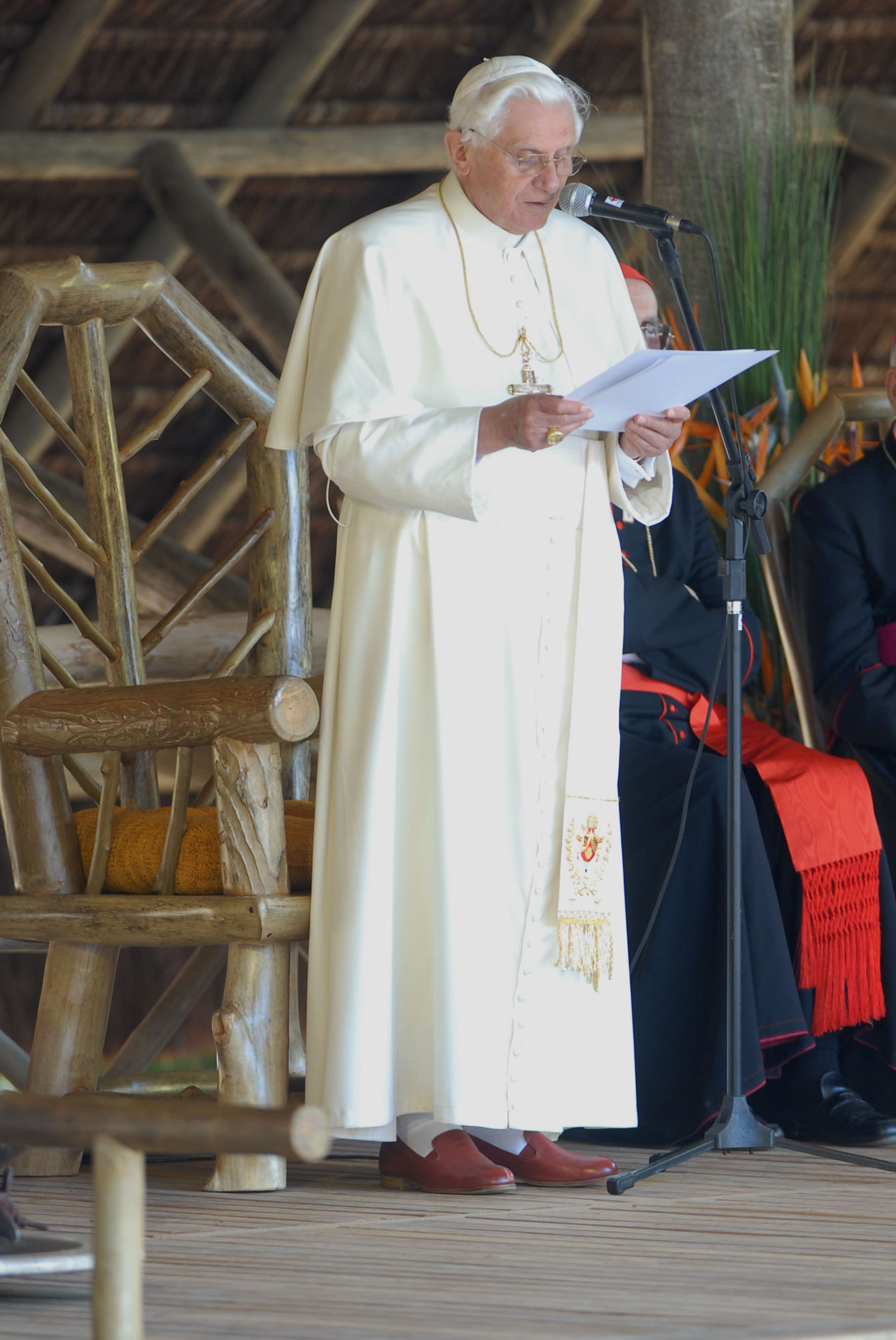
평상복을 입은 교황 베네딕토 16세 (붉은색 구두, 흰색 수단, 가두리 장식이 달린 흰색 파시아, 가슴 십자가, 흰색 주케토).

교황이 전례의식이 치러질 때를 제외하고 매일 입는 평상복은 어깨 망토가 달린 흰색 수단과 가두리 장식이 달린 (종종 교황의 문장을 수놓은) 흰색 파시아, 금빛 줄에 달린 가슴 십자가, 붉은색 구두 그리고 흰색 주케토로 구성되어 있다. 더 공식적인 자리인 경우, 교황은 금실로 수놓은 것만 빼면 페라이올로와 비슷한 붉은색 망토를 입는다. 교황은 어깨 망토가 부착된 붉은색 망토도 번갈아 입는다. 야외에서 교황은 모든 서열의 성직자가 이용하는 챙 넓은 모자인 카펠로 로마노를 머리에 착용한다. 대다수 다른 성직자가 검은색 카펠로 로마노를 착용하는 데 반해, 교황은 일반적으로 붉은색 카펠로 로마노를 착용한다.

## 휘장

바티칸 시국의 국장.

삼중관과 마찬가지로 유명하며 어쩌면 더 중요한 의미를 지녔다고 볼 수 있는 교황직의 상징물은 붉은색 끈으로 묶인 두 개의 교차된 금은 열쇠 그림이다. ‘하늘나라의 열쇠’(마태 16,19; 이사 22,22)를 묘사한 이 그림은 가톨릭교회 안에서 중심 역할을 하는 교황직 수임을 나타내는 전형적인 상징물이다. 가톨릭 신학에서는 예수가 시몬 베드로에게 “그러니 네가 무엇이든지 땅에서 매면 하늘에서도 매일 것이고, 네가 무엇이든지 땅에서 풀면 하늘에서도 풀릴 것이다.”라고 한 말이 하늘과 땅에 대한 관할권을 입증하는 것이라고 보고 있다. 은색 열쇠와 금색 열쇠는 각각 하늘과 땅에 대한 관할권을 표현하는 것이다. 은열쇠는 땅을 맺고 푸는 권한을, 금열쇠는 하늘을 맺고 푸는 권한을 상징한다(은색 열쇠가 ‘맺는 권한’을, 금색 열쇠가 ‘푸는 권한’을 의미하는 것이라는 해석도 있음).
교황직의 기본 상징은 삼중관 아래에 있는 두 개의 열쇠이다. 이 문장은 여러 가지 용도로 사용되었다. 교황의 개인 문장은 방패 꼴 안에 X자 형태로 앞서 말한 두 개의 열쇠(붉은색 줄로 묶인 금색 열쇠와 은색 열쇠)가 놓여 있고, 그 위에는 은색 삼중관(세 개의 금색 왕관으로 얹어졌고, 뒤쪽에는 붉은색 띠 두 개가 아래로 늘어뜨려져 있음)이 있는 형태를 하고 있다.
바티칸 시국의 국기에도 오른쪽의 흰색 절반에는 교황직을 상징하는 문장이 들어가 있으며, 왼쪽 절반은 노란색으로 채워져 있다. 노란색과 흰색은 1808년 교황 비오 7세의 개인 경비대의 깃발에서 처음 채택하였다. 이전의 국기는 로마 시를 나타내는 전통적인 색상인 붉은색과 황금색으로 이루어졌다.